# Asaphes aphidi
Asaphes aphidi är en stekelart som först beskrevs av Jean Risbec 1960.  Asaphes aphidi ingår i släktet Asaphes och familjen puppglanssteklar. Inga underarter finns listade.